# Ami Onuki
Ami Onuki (Machida, 18 de setembro de 1973) é uma cantora de J-rock. Ao lado de Yumi Yoshimura forma a banda Puffy AmiYumi, formada em 1995 pela gravadora Sony Music.

## Carreira
Ela co-apresentou diversos programas de TV japoneses ao lado de Yumi, incluindo o talk-show Pa-Pa-Pa-Pa-Puffy, e em 2006 a série Hi Hi Puffy Bu, em que ambas performavam tarefas cômicas semanalmente.
Em 2018 foi anunciado que ela se tornará membra regular do programa da ETV's "TV de Hangul Kouza" por um ano.

## Vida pessoal
Ela é casada com Teru, membro da banda de rock Glay. Em 2003, ela anunciou o nascimento de uma menina.